# 蒂娜婷·達拉奇施薇莉
蒂娜婷·達拉奇施薇莉（1991年2月2日—），是一位格魯吉亞女演員、模特兒和景觀設計師，因主演俄製英語科幻電影《魔域戰記》而知名。2023年，達拉奇施薇莉參演由基斯·咸士禾夫領銜主演的Netflix電影《驚天營救2》。

## 生平
達拉奇施薇莉於1991年出生於第比利斯，正職是一位景觀設計師。她自17歲起便開始擔任廣告模特兒，開始獲得一些格魯吉亞導演關注，在2010年首次出演電影，並在2019年憑在俄製英語科幻電影《魔域戰記》飾演女主角阿比蓋爾（Abigail）而獲得國際關注。

## 作品列表
| 年份 | 標題             | 角色                | 備註 |
| ---- | ---------------- | ------------------- | ---- |
| 2012 | 在格魯吉亞尋到愛 | 莉莎（Leysa）            |      |
| 2014 | 星星             | 瑪莎（Masha）            | 主演 |
| 2017 | 關於愛，僅限成人 |                     |      |
| 2019 | 魔域戰記         | 阿比蓋爾（Abigail）        | 主演 |
| 2021 | 美狄亞           |                     |      |
| 2023 | 驚天營救2        | 姬蒂文·拉迪亞尼（Ketevan Radiani） | 主演 |

## 外部連結
- 蒂娜婷·達拉奇施薇莉在互联网电影资料库（IMDb）上的資料（英文）